# Трухін Олександр Миколайович
Трухін Олександр Миколайович (нар. 10 листопада 1986, Кам'янське, УРСР) — український підприємець, з 2019 був нардепом України IX скл. від партії Слуга народу. Позбавлений посади в лютому 2023 року.

## Життєпис
Закінчив Національний гірничий університет у Дніпрі, магістр з економіки підприємства. Керував аграрними підприємствами Дніпропетровської та Полтавської областей.

## Політика
2014 року невдало балотувався у народні депутати від в.о. № 148 (Полтавська область) як безпартійний самовисуванець. На той час працював директором воднолижного клубу «Сентоза».
2015 року обраний депутатом Полтавської обласної ради від БПП, на час виборів був директором ПАТ «Полтаварибгосп». Протягом 2016 року відзначився тим, що пропустив усі засідання земельної комісії, до складу якої входив, та половину сесій ради.
У 2016—2018 роках не декларував житло, в якому мешкав.
2019 року на парламентських виборах обраний нардепом від партії Слуга народу (в.о. № 40), на час виборів був головою наглядової ради ПрАТ «Полтаварибгосп», жив у Дніпрі. У ВРУ IX скл. став заступником голови комітету з питань бюджету.
Входив до так званої «групи Коломойського». За даними Комітету виборців України був одним з найбагатших депутатів, що отримував бюджетну компенсацію за оренду житла в Києві.
2 лютого 2022 року, після публікації в «Українській правді» журналістського розслідування, речниця партії «Слуга народу» повідомила в Telegram рішення голови партії Олени Шуляк про виключення Олександра Трухіна.
23 лютого 2023 року ВРУ позбавила Трухіна посади нардепа.

## ДТП 2021 року
У серпні 2021 року автомобіль, в якому перебував Трухін, потрапив у ДТП.

### Обставини події та спроба їх приховати
23 серпня о 15:45 на Бориспільській трасі автомобіль Audi Трухіна зіткнувся з іншим авто, спричинивши удар у третє авто. Постраждали шестеро осіб, зокрема двоє дітей, серед них голова комітету арбітрів УАФ Лучано Лучі та його перекладач Роман Лишень.
Після публікації у ЗМІ близько тридцяти з них вилучили або змінили дані, прибравши згадки Трухіна, деякі ЗМІ підтвердили отримання пропозицій зробити це за гроші. Через це дані про ДТП стали широко відомими.

### Розслідування
2 вересня ДБР отримало матеріали про ДТП, слідчі почали вивчення доказів та матеріалів, зібраних Нацполіцією. За даними «Радіо свобода», за кермом був Трухін, але він відмовився здавати тест на алкоголь.
1 вересня Трухін надіслав листа у відповідь на запит Інтерфакс-Україна, пояснивши, що одразу пройшов перевірку на алкоголь і рівень начебто був у нормі. 7 вересня Дзеркало тижня повідомило, що в розпорядженні Нацполіції є запис, який однозначно свідчить, що за кермом машини в момент ДТП був Трухін.
1 лютого 2022 року Українська правда оприлюднила розслідування з кадрами з нагрудної камери поліціянта Сергія Петрика, де видно, що Трухін відмовився пройти тест на алкоголь і пропонував хабар поліціянтам на $150 тис.
2 лютого 2022 Трухіна виключили з партії Слуга народу.
4 лютого 2022 року голова МВС Денис Монастирський, якого Трухін згадував у розмові з поліціянтами, повідомив, що не спілкувався з ним.

### Судові рішення
У серпні 2022 року винним у ДТП визнали Віктора Склему, який назвався водієм парламентаря. Його оштрафували на 850 грн. 17 лютого 2023 року Трухін пішов на угоду зі слідством і визнав свою провину в пропозиції хабаря поліціянту.
Він зобов'язався заплатити 6 млн грн до ЗСУ і сплатити штраф у 68 тис. грн, заставу на 50 тис. грн теж мали перерахувати до ЗСУ. За словами прокурора, ця угода не стосувалася самої ДТП.
22 лютого 2023 року суд затвердив угоду.

## Статки
У 2018 році на Олександра був зареєстрований Porsche Cayenne (2014 р.в.)[відсутнє в джерелі], в наступній декларації його вже немає.[первинне джерело]
За 2019 рік задекларував 22 млн гривень як подарунок від батьків. Також на нього були записані понад 100 земельних ділянок в Полтавській області загальною площею 1,057 млн квадратних метрів, дві квартири в Дніпрі і автомобіль Volkswagen Touareg.
Був засновником ФГ «Фіана» та «Екодобробут» (Цибульківка), ТОВ «Ферко Україна», ТОВ «Андріївка Агро» у селі Андріївка.
У декларації 2020 року знову не вказав будинок свого проживання[первинне джерело].

## Сім'я
- Батько — Трухін Микола Олексійович[40], мати — Трухіна Наталія Володимирівна[40].
- Колишня дружина — Ксенія Мартинова, дочка Олексія Мартинова — бізнесмена, партнера Коломойського[20][45].
- Дружина — Трухіна Лілія Володимирівна[38].
- Два сини: Михайло і Марк[38].